# Pestalozzischule Karlsruhe
Die Pestalozzischule Karlsruhe ist eine Karlsruher Grund- und Hauptschule mit einer angeschlossenen Werkrealschule im Stadtteil Durlach, an der etwa 500 Schüler unterrichtet werden.

## Geschichte
Nach der Grundsteinlegung im Januar 1914 wurde das neue Schulgebäude am 23. Oktober 1915 eingeweiht. Zu dieser Zeit war Durlach noch eine selbständige Stadt mit eigenem Bürgermeister, ab 1922 Oberbürgermeister. (Die Eingemeindung nach Karlsruhe erfolgte am 1. April 1938.) Nachdem der ursprüngliche Name Hindenburgschule 1922 in Goetheschule, 1933 wieder in Hindenburgschule geändert wurde, führte 1947 schließlich ein Antrag der Durlacher Lehrerschaft zum heutigen Namen Pestalozzischule, benannt nach Johann Heinrich Pestalozzi.
Zuvor hatte eine andere Schule in Karlsruhe diesen Namen getragen: Im Jahre 1846 wurde letztere von der Stadt als katholische Mädchenschule gegründet und befand sich neben der katholischen Kirche St. Stephan. Am 27. September 1944 wurde sie bei einem Luftangriff zerstört und danach nicht wieder aufgebaut.
Nach dem Zweiten Weltkrieg wurde das Schulgebäude der heutigen Pestalozzi-Schule zunächst von den französischen Besatzungsbehörden und von September 1946 bis Juni 1952 als Altersheim für Flüchtlinge aus Ostgebieten genutzt; während dieser Zeit fand der Schulunterricht in der Karlsburg statt. Nach einer grundlegenden Renovierung konnte das Schulgebäude wieder als solches genutzt werden: Am 25. Oktober 1952 wurde es feierlich wiedereröffnet.

## Ganztagsgrundschule
Die Pestalozzischule verfügt im Grundschulbereich seit dem Schuljahr 1999/2000 über Ganztagsklassen. Landesweit eingeführt wurde die verlässliche Grundschule erst 2000/2001. In dieser können die Schüler unter der Woche von 7:40 Uhr bis 16:00 Uhr von den Eltern in der Schule gelassen werden. Der Besuch der Ganztagsklassen ist, mit Ausnahme eines Entgeltes für das Mittagessen, kostenfrei.
Aufgrund der vorgesehenen maximalen Klassenstärke von 22 Schülern sind diese Plätze jedoch limitiert. Bei der Vergabe werden zunächst die Schüler des Schulbezirkes berücksichtigt, dann werden Schüler mit allein erziehenden oder berufstätigen Eltern berücksichtigt.